# La forza del singolo (film)
La forza del singolo (The Power of One) è un film del 1992 diretto da John G. Avildsen.
Il soggetto è tratto dal romanzo omonimo di Bryce Courtenay.

## Trama
Interpretato da Morgan Freeman nel ruolo di Geel Piet, e da Stephen Dorff nel ruolo di P.K., mette in luce il duro regime dell'apartheid iniziato nel 1948 (anno in cui viene ambientato questo film) in Sudafrica. P.K., ormai diciottenne, fa la conoscenza di Gideon Duma (Alois Moyo) che lo persuade a combattere pacificamente il regime appena instaurato. P.K. incontra Maria (Fay Masterson), figlia del Politico Daniel Marais, di cui si innamora perdutamente; durante un blitz della polizia Maria perde la vita e Gideon un occhio, ma questo non scoraggia Peekay e Gideon nella loro missione.